# Юпрямы
Юпря́мы (чув. Йĕпрем) — деревня в Красноармейском районе Чувашской Республики.

## География
Находится в северной части Чувашии, на расстоянии приблизительно 9 км на запад-северо-запад по прямой от районного центра села Красноармейское вблизи республиканской автодороги на правобережье реки Большая Шатьма.

## История
Известна с 1858 года как выселок села Большая Шатьма с 67 жителями. В 1906 году было учтено 25 дворов, 139 жителей, в 1926 — 36 дворов, 162 жителя, в 1939—216 жителей, в 1979—199. В 2002 году было 46 дворов, в 2010 — 40 домохозяйств. В 1930 был образован колхоз «Чамыш», в 2010 году действовало ООО «Волит». До 2021 года входила в состав Большешатьминского сельского поселения до его упразднения.

## Население
Постоянное население составляло 125 человек (чуваши 97 %) в 2002 году, 104 в 2010.